# Condrusos
Os condrusos (em latim), Condrusi eram um pequeno povo celta (celto-germânico segundo Venceslas Kruta) que habitavam o noroeste da Gália (Gália Belga e que segundo outros historiadores sua etimologia era de caráter unicamente celta. Seu território estava nas Ardenas e tinham como principais vizinhos aos Cerósios, os Eburões e os Pemanos.

## Dados históricos
A sua existência é atestada por César que os menciona, como habitantes da Gália Belga e os denomina "germanos", igualmente que a seus vizinhos, os Eburões, os Cerósios e os Pemanos, conforme citado por este no livro II de seus Comentários à guerra das Gálias. Informado dos preparativos e manobras militares dos povos belgas contra as legiões romanas, perguntou a seus aliados osremos, que tamanho tinha cada um destes povos alçados contra ele e, a respeito dos Pemanos, disseram os Remos. 
Em três outras ocasiões Júlio César os menciona, em seu "Comentários à guerra das Gálias":
1. Eles se juntaram outras tribos contra César no ano 57 a.C.. Relata César que os Belgas atacaram as legiões romanas que se fixaram na Gália. César de aliou aos Remos, a fim de conhecer as forças inimigas. Galba, rei dos Suessões e líder de todos os povos belgas, se comprometeu a reunir 50 mil homens, e as várias tribos contribuíram com um contingente regular, o Condrusos, os Eburões , os Cerósios e os Pemanos, juntos enviaram 40 mil homens.[2]

1. Durante as guerras da Germânia (55 a.C.), um grande número de cidades gaulesas enviou embaixadas aos germânicos convidando-os não alojar os romanos no Reno. Os germânicos a aceitaram e se dirigiram ao território dos Eburões e dos Condrúsios onde César afirma que eram ligados ao povo local, os Tréveros.[3] Os condrúsios e os eburões eram portanto subordinados aos tréveros.

1. Em 53 a.C. os condrusos, juntamente com os Segnos enviaram uma embaixada a César para não considerá-los como inimigos e que não cresse que todos os que habitavam aquela parte do Reno defendiam a mesma causa. César exigiu que estes se rendessem aos Eburões que haviam fugido para os seus territórios para não invadi-los.[4]

Os Eburões viviam entre o Mosa e o Reno e seus vizinhos ao norte eram os Menápios. Os Segnos e os Condrusos se achavam entre os Eburões e os Tréveros. Seu território se situava ao sul do Mosa, no bosque das Ardenas. 
Na época galo-romana, o reagrupamento dos Atuátucos, dos Eburões e dos Condrusos deu lugar ao surgimento da [nascimento] da cidade de Tongres. O etnônimo aparece no termo celta condate, que significa confluente, nome da capital dos Redones (hoje Rennes). 
Os Condrusos deram seu nome à comarca de Condroz (Valônia), com capital em Ciney, no antigo Principado de Liège.